# Espectro de emissão
Os espectros de emissão atômicos se baseiam na quantização da energia, consequência imediata da resolução da equação de Schrödinger. Os elétrons de um determinado átomo, que se encontram num determinado nível energético, são elevados a um nível mais alto de energia – um estado excitado – e retornam ao estado anterior emitindo um fóton, cuja energia é igual à diferença de energia entre esses dois níveis. Quantitativamente, a energia do fóton emitido é descrita como:
{\displaystyle E=h\nu =hc/\lambda }.
Nessa expressão {\displaystyle h} é a Constante de Planck, {\displaystyle \nu } é a frequência da radiação emitida, {\displaystyle c} é a velocidade da luz no vácuo e {\displaystyle \lambda } é o comprimento de onda da radiação. Cada elemento tem um espectro de emissão diferente.

## Instrumentos
Para chegar a um espectro de emissão, são usados uma ampola com o gás do elemento químico do qual se quer ter o espectro com dois terminais metálicos nas suas extremidades que serão conectados por meio de dois fios a uma fonte de alta tensão de corrente alternada (um VARIAC), para excitar os elétrons (a matéria no interior da ampola permanece no estado plasma e emite luz), e um espectroscópio para separar a luz em diferentes raias e determinar seus comprimentos de onda.

## O espectroscópio

Dispersão da luz provocada por um prisma - separa a luz em diverentes raias, no Espectroscópio.

O Espectroscópio (que deve ser calibrado antes da tomada de dados, com uma referência, como por exemplo, Hélio ou Mercúrio) possui em uma fina fenda por onde a luz chega e passa por um rede de difração, que desvia os diferentes comprimentos de onda e incide sobre um filme preto, onde podem ser vistas as diferentes raias do plasma analisado através de uma ocular. Conforme se varia o ângulo do prisma, o que implica diferentes comprimentos de onda, pode-se ir observando as diferentes raias na ocular. No espectroscópio, o botão que é girado para mudar o ângulo do prisma já vem com o valor para comprimento de onda, em nanômetros. A ampola deve ser posicionada o mais próximo possível da fenda e o prisma deve ser girado até que a raia fique exatamente sob um marcador e o valor deve ser tomado.

## Calibração
É usada uma lâmpada de referência, com hélio ou mercúrio, que têm seus comprimentos de onda tabelados na literatura. Os dados são tomados e a partir deles, pode ser construída uma tabela com os comprimentos de onda observados e os de referência. A partir da tabela, é construído um gráfico de valor observado x valor de referência e a melhor reta passando pelos pontos será a reta para corrigir os valores observados.

## Alguns dados

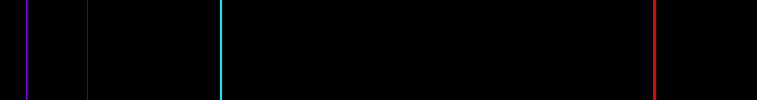
Espectro de emissão do hidrogênio.

Dados de uma referência para as transições no hélio:
| {\displaystyle \lambda } (Å) | intensidade |
| 3964,73                      | 20          |
| 4009,27                      | 1           |
| 4026,19                      | 50          |
| 4026,36                      | 5           |
| 4120,82                      | 12          |
| 4120,99                      | 2           |
| 4143,76                      | 3           |
| 4387,93                      | 10          |
| 4437,55                      | 3           |
| 4471,48                      | 200         |
| 4471,68                      | 25          |
| 4685,40                      | 6           |
| 4685,70                      | 30          |
| 4713,15                      | 30          |
| 4713,38                      | 4           |
| 4921,93                      | 20          |
| 5015,68                      | 100         |
| 5047,74                      | 10          |
| 5411,52                      | 5           |
| 5875,62                      | 500         |
| 5875,97                      | 100         |
| 6560,10                      | 8           |
| 6678,15                      | 100         |
| 6867,48                      | 3           |
| 7065,19                      | 200         |
| 7065,71                      | 30          |